# Malenkaja printsessa
Malenkaja printsessa (russisk: Маленькая принцесса) er en russisk spillefilm fra 1997 af Vladimir Grammatikov.

## Medvirkende
- Anastasia Meskova som Sara Crewe
- Alla Demidova som Miss Maria Minchin
- Igor Jasulovitj som Carrisford
- Jegor Grammatikov som Crewe
- Anna Terekhova som Amelia Mintjin